# Ilha do Retiro
Ilha do Retiro é um bairro do Recife, Pernambuco, Brasil.
Bairro de pequena dimensão territorial, é conhecido principalmente por abrigar o estádio de futebol do Sport Club do Recife, Aldemar da Costa Carvalho, vulgarmente conhecido como Ilha do Retiro.
Localiza-se entre os bairros da Madalena, Prado,  Afogados e através do rio faz limite com Paissandu , tendo formato aproximadamente quadrangular. O bairro situa-se no sudoeste do Recife, sendo uma localização central, fez parte no passado  do bairro de Afogados (Sudoeste - RPA 5); porém hoje faz parte da (zona Oeste - RPA 4 ) devido a zona Oeste ser dívida e classificada em duas RPAs (Representações Política Administrativa); nos limites dos bairros do centro do Recife, tem se o bairro  do Paissandu (bairro do Paissandu, faz parte do principal polo médico da cidade) e  próximo a Joana Bezerra ( o bairro de Joana Bezerra hoje o principal polo jurídico da cidade, juntamente com um grande complexo viário fazendo conexão com a zona sul da cidade); Além de proximidade com o bairro do Derby da zona Noroeste - RPA 3 e  claro da Zona Oeste (da capital pernambucana).  
O bairro é cortado pelo rio Capibaribe e por grandes avenidas, como a avenida Abdias de Carvalho, que liga Recife ao interior de Pernambuco, e a nobre avenida Beira Rio, que se estende até o bairro da Torre. 
É uma área nobre para as poucas edificações de habitação., 

## Edificações
- Estádio Adelmar da Costa Carvalho, que leva o nome do bairro;[1][3]

## Demografia
- Área: 54 hectares[4]
- População: 3.740 habitantes[Nota 2]
- Densidade demográfica: 68,75 hab./ha.